# As Time Goes By: The Very Best of Little Feat
Albums de Little Feat
Shake Me Up
(1991) Ain't Had Enough Fun
(1995)
As Time Goes By: The Very Best of Little Feat est une compilation de Little Feat, sortie le 10 février 1994.

## Liste des titres
| No  | Titre                    | Durée |
| --- | ------------------------ | ----- |
| 1.  | Dixie Chicken            | 3:55  |
| 2.  | Willin'                  | 2:54  |
| 3.  | Rock 'N' Roll Doctor     | 2:57  |
| 4.  | Two Trains               | 3:06  |
| 5.  | Truck Stop Girl          | 2:29  |
| 6.  | Fat Man in the Bathtub   | 4:29  |
| 7.  | Trouble                  | 2:15  |
| 8.  | Sailin' Shoes            | 2:49  |
| 9.  | Spanish Moon             | 3:01  |
| 10. | Feats Don't Fail Me Now  | 2:27  |
| 11. | Oh Atlanta               | 3:26  |
| 12. | All That You Dream       | 3:52  |
| 13. | Long Distance Love       | 2:43  |
| 14. | Mercenary Territory      | 4:27  |
| 15. | Rocket in My Pocket      | 3:25  |
| 16. | Texas Twister            | 4:45  |
| 17. | Let It Roll              | 4:30  |
| 18. | Hate to Lose Your Lovin' | 4:21  |
| 19. | Old Folks Boogie         | 3:31  |
| 20. | 20 Million Things        | 2:46  |